# Хоровец
Хоровец — село в Славутском районе Хмельницкой области Украины. Орган местного самоуправления — Хоровецкий сельский совет. Расположено на реке Корчик в 24 км от районного центра города Славута и в 18 км от железнодорожной станции Шепетовка. Сельсовету подчинены села: Гута и Пашуки. На территории села есть школьный округ, библиотека, почта, мельница, продовольственные и промышленный магазины, здание администрации.

## История
Село под названием Горобовець упоминается ещё в 1588 году, когда оно ещё принадлежало князьям Острожским. Официальное название села Хоровец впервые находим в губернском архиве Волынской губернии в 1623 году, хранится в Житомире (также в документах иногда встречается и название Горовец). Название села Хоровець по преданию и данными церковного архива и рассказам старожилов происходит от хора овец.
После Острожских княжили Заславские, а далее (с 1851 года) Сангушки. В конце 19 века было 202 дома и 779 жителей. По переписи 1911 года было 1195 жителей, волость, почтовый земская станция, одноклассовая школа, земская лечебница, акушерка, один магазин, водочная лавка, кредитовое общество. В 1837 году в селе (на месте старой) была построена деревянная церковь в честь архистратига Михаила, которой руководил отец Волович, которая просуществовала до 1936 года. В 1925 году была создана коммуна, которая просуществовала до 1928 года. В 1929 году находился писатель-большевик Н. Островский. Колхоз создан в 1930 году. В 1931 году была создана комсомольская организация. Во время голодомора в 1932—1933 годах в селе Хоровець от голода умерло 37 жителей. 13-14 января 1944 был освобожден от гитлеровских захватчиков. За боевые подвиги на фронтах Великой Отечественной войны орденами и медалями СССР были награждены 112 жителей, с поля боя в село не вернулись 142 жители. В 1955 году прошла электрификация. В 1970 году построено памятник погибшим воинам, установлено мраморные плиты с фамилиями погибших, посажено аллею памяти всем тем, кто не вернулся с войны. В 1972 году в село пришел первый автобус. В 1997—1998 гг, будучи заместителем министра связи уроженец села Хоровец, Николай Ильич Горбатюк помог телефонизировать села сельского совета.
6 июня 2016 года решением XI сессии сельского совета VII созыва были утверждены герб и флаг села. Автор — В. М. Напиткин.

## Школа
В 1874 году была основана Хоровецька волостная церковно-приходская школа. Учителем был Маривеч Иван Григорьевич, а после него стал житель села Гута Иванчук Прокоп. Далее школа работала с перерывами. Причиной этого были революционные события 1917 года и гражданской войны. И только в 1920 году в селе открылась начальная школа, которую организовал учитель Ровинский. Дети учились за свой счет. В 1924 году был первый выпуск 4-го класса, а в 1928 году школа стала семилетней. В 1941 году был первый выпуск Хоровецкой средней школы. Во время Великой Отечественной войны школа не работала. С 2000 года школа называется Хоровецкое учебно-воспитательное объединение «Дошкольное заведение — средняя общеобразовательная школа I—III ст.» Многие выпускники школы впоследствии стали учителями, врачами, агрономами, экономистами, инженерами.

## Известные фигуры
Уроженцем села является украинский советский журналист и поэт-песенник, переводчик украинской прозы Т. Р. Одудько.
Кандидатами и докторами наук стали:
- Семенюк Яков Павлович — кандидат медицинских наук;
- Бублик Людмила Назаровна — кандидат исторических наук;
- Пинчакивська-Дарманского Галина Александровна — кандидат экономических наук;
- Савчук Анатолий Владимирович — кандидат технических наук;
- Трохимчук Андрей Дмитриевич — доктор физико-математических наук;
- Коршук Роман Николаевич — кандидат политических наук.

Также, в 1944 году в селе был похоронен Герой Советского Союза Валя Котик, однако позже его прах перенесли в Шепетовку и перезахоронили в городском парке.

## Общие характеристики
Общая площадь хозяйственных земель 369 га.
Под застройкой и приусадебными участками 16400 кв.м.
Количество дворов 200.

## Население
Состоянию на 01.01.2010 общее население 545 человек, из них:
- Детей дошкольного возраста — 20
- Детей школьного возраста — 83
- Граждан пенсионного возраста — 203

Состоянию на 01.01.2011 общее население 546 человек, из них:
- Детей дошкольного возраста — 29
- Детей школьного возраста — 69
- Граждан пенсионного возраста — 193

Занятость населения
Состоянию на 01.01.2010
- Количество работающих граждане — 41
- Количество граждан трудоспособного возраста, состоящих на учете как ищущие работу — 22

Состоянию на 01.01.2011
- Количество работающих граждан — 5
- Количество граждан трудоспособного возраста, состоящих на учете как ищущие работу — 16

Льготные категории населения
Всего 62
- Инвалиды ВВ войны 4
- Участники боевых действий 5
- Инвалиды всех групп 14
- Многодетные семьи 9
- Дети многодетных семей 29
- Дети-инвалиды 1
- Одинокие матери 1

## Основная деятельность
Избирательная деятельность
- Количество жителей — 546
- Количество избирателей — 438

Результаты выборов в многомандатном общегосударственном избирательном округе (31.10.2010 года)
- Партия регионов 37 %
- ВО «Батькивщина» 20,6 %

Результаты выборов Президента Украины (2010 год)
- Янукович В. Ф. 58 %
- Тимошенко Ю. В. 27 %

Состав депутатов совета
Всего: 16

## Расстояния
До ближайшей железнодорожной станции — 18 км.
До районного центра — 21 км.
До областного центра — 120 км.

## Транспортное сообщение
Славута — Гута (количество рейсов-2).
Славута-Яблоновка (количество рейсов-2).